# Superettan 2014
La Superettan 2014 è stata la 15ª edizione del secondo livello del campionato di calcio svedese nel suo formato attuale. I sorteggi per il calendario sono avvenuti il 20 dicembre 2013. La stagione è iniziata il 5 aprile 2014 e si è conclusa il 2 novembre 2014.

## Formula
Le 16 squadre partecipanti si affrontano in un girone di andata e ritorno, per un totale di 30 giornate.

Le prime due classificate del campionato sono promosse in Allsvenskan.

La terza classificata gioca uno spareggio promozione/retrocessione contro la terzultima classificata dell'Allsvenskan.

La terzultima e la quartultima classificata giocano uno spareggio promozione/retrocessione contro le seconde classificate dei due gironi di Division 1.

Le ultime due classificate sono retrocesse direttamente in Superettan.

## Squadre partecipanti
Rispetto alla stagione precedente, Öster e Syrianska sono tornati in Superettan al posto di Falkenberg e Örebro, a loro volta promossi nella massima serie.

Sempre al termine della stagione 2013, Sirius e Husqvarna hanno preso il posto di Brage e Örgryte, entrambi retrocessi in Division 1.
| Club             | Città      | Stadio                                                                              | Posizione 2013         |
| ---------------- | ---------- | ----------------------------------------------------------------------------------- | ---------------------- |
| Assyriska        | Södertälje | Södertälje Fotbollsarena                                                            | 8º posto               |
| Degerfors        | Degerfors  | Stora Valla                                                                         | 4º posto               |
| GAIS             | Göteborg   | Gamla Ullevi                                                                        | 7º posto               |
| GIF Sundsvall    | Sundsvall  | Norrporten Arena                                                                    | 3º posto               |
| Hammarby         | Stoccolma  | Tele2 Arena                                                                         | 5º posto               |
| Husqvarna        | Huskvarna  | Vapenvallen                                                                         | 1° in Division 1 Södra |
| IFK Värnamo      | Värnamo    | Finnvedsvallen                                                                      | 14º posto              |
| Jönköpings Södra | Jönköping  | Stadsparksvallen                                                                    | 11º posto              |
| Landskrona BoIS  | Landskrona | Landskrona IP                                                                       | 12º posto              |
| Ljungskile       | Ljungskile | Skarsjövallen                                                                       | 9º posto               |
| Sirius           | Uppsala    | Studenternas IP                                                                     | 1° in Division 1 Norra |
| Syrianska        | Södertälje | Södertälje Fotbollsarena                                                            | 16° in Allsvenskan     |
| Varberg          | Varberg    | Påskbergsvallen                                                                     | 13º posto              |
| Ängelholms FF    | Ängelholm  | Olympia (a Helsingborg) (fino al 22 giugno 2014) Ängelholms IP (dal 28 giugno 2014) | 6º posto               |
| Öster            | Växjö      | Myresjöhus Arena                                                                    | 15° in Allsvenskan     |
| Östersund        | Östersund  | Jämtkraft Arena                                                                     | 10º posto              |

## Classifica
|  | Pos. | Squadra          | Pt | G  | V  | N  | P  | GF | GS | DR  |
|  | ---- | ---------------- | -- | -- | -- | -- | -- | -- | -- | --- |
|  | 1.   | Hammarby         | 61 | 30 | 18 | 7  | 5  | 68 | 27 | +41 |
|  | 2.   | GIF Sundsvall    | 61 | 30 | 19 | 4  | 7  | 55 | 34 | +21 |
|  | 3.   | Ljungskile       | 60 | 30 | 16 | 12 | 2  | 60 | 25 | +35 |
|  | 4.   | Jönköpings Södra | 52 | 30 | 16 | 4  | 10 | 60 | 42 | +18 |
|  | 5.   | Östersund        | 45 | 30 | 12 | 9  | 9  | 40 | 40 | 0   |
|  | 6.   | Sirius           | 43 | 30 | 11 | 10 | 9  | 47 | 36 | +11 |
|  | 7.   | Degerfors        | 40 | 30 | 10 | 10 | 10 | 47 | 46 | +1  |
|  | 8.   | Varberg          | 39 | 30 | 10 | 9  | 11 | 38 | 43 | -5  |
|  | 9.   | IFK Värnamo      | 39 | 30 | 10 | 9  | 11 | 43 | 52 | -9  |
|  | 10.  | Syrianska        | 37 | 30 | 11 | 4  | 15 | 37 | 55 | -18 |
|  | 11.  | GAIS             | 35 | 30 | 9  | 8  | 13 | 31 | 38 | -7  |
|  | 12.  | Ängelholms FF    | 35 | 30 | 9  | 8  | 13 | 30 | 51 | -21 |
|  | 13.  | Öster            | 32 | 30 | 7  | 11 | 12 | 39 | 48 | -9  |
|  | 14.  | Assyriska        | 27 | 30 | 5  | 12 | 13 | 28 | 44 | -16 |
|  | 15.  | Landskrona BoIS  | 26 | 30 | 6  | 8  | 16 | 35 | 55 | -20 |
|  | 16.  | Husqvarna        | 22 | 30 | 5  | 7  | 18 | 27 | 49 | -22 |

Legenda:

      Promosse in Allsvenskan 2015

      Ammesse ai Play-off contro la 14° in Allsvenskan

      Ammesse ai Play-off contro le prime in Division 1 Norra e Södra

      Retrocesse in Division 1

## Spareggi

### Spareggi per la Superettan 2015
|       | Risultati |       | Luogo e data           |  |
| ----- | --------- | ----- | ---------------------- |  |
| Frej  | 3 - 0     | Öster | Täby, 6 novembre 2014  |  |
| Öster | 3 - 2     | Frej  | Växjö, 9 novembre 2014 |  |

|           | Risultati |           | Luogo e data                |  |
| --------- | --------- | --------- | --------------------------- |  |
| Örgryte   | 1 - 1     | Assyriska | Göteborg, 6 novembre 2014   |  |
| Assyriska | 0 - 0     | Örgryte   | Södertälje, 9 novembre 2014 |  |

Frej promosso nella Superettan 2015 ai danni dell'Öster. L'Assyriska mantiene la permanenza in Superettan.

## Statistiche

### Individuali

#### Classifica marcatori[2]
| Gol | Rigori |  | Giocatore           | Squadra          |
| --- | ------ |  | ------------------- | ---------------- |
| 17  | 3      |  | Kennedy Bakircioglu | Hammarby         |
| 16  | 2      |  | Johan Eklund        | GIF Sundsvall    |
| 15  | 2      |  | Stefan Silva        | Sirius           |
| 14  |        |  | Fredrik Olsson      | Jönköpings Södra |
| 14  |        |  | Peter Samuelsson    | Degerfors        |
| 14  | 1      |  | David Johannesson   | Ljungskile       |
| 13  |        |  | Daryl Smylie        | Jönköpings Södra |
| 13  |        |  | Andrew Stadler      | Landskrona BoIS  |
| 13  | 4      |  | Tommy Thelin        | Jönköpings Södra |
| 12  |        |  | Pa Dibba            | GIF Sundsvall    |
| 10  |        |  | Ferhad Ayaz         | Degerfors        |
| 10  |        |  | Modou Barrow        | Östersund        |
| 10  |        |  | Pär Cederqvist      | IFK Värnamo      |
| 10  |        |  | Jakob Olsson        | Ljungskile       |
| 10  |        |  | Pablo Piñones-Arce  | Hammarby         |
| 10  | 2      |  | Nikola Grubješić    | Syrianska        |